# Garage Inc.
Garage Inc. este un dublu album de cover-uri al formației americane de heavy metal, Metallica. Albumul conține toate cover-urile înregistrate de Metallica de-a lungul anilor. Primul CD conține piese nou înregistrate, în timp ce al doilea este o compilație de cover-uri vechi, printre care se numără și piesele E.P.-ului Garage Days-Revisited. Albumul a fost lansat pe 24 noiembrie 1998 de către casa de discuri, Elektra Records.
Titlul este o combinație dîn albumul „Garage Days Revisited” și melodia lor „Damage, Inc.”, de la „Master of Puppets”. Logo-ul trupei de pe coperta albumului se extinde foarte mult din EP-ul din 1987, "Garage Days Revisited". Albumul prezintă melodii ale unor artiști care i-au influențat pe Metallica, inclusiv multe trupe din noul val de mișcare heavy metal britanică, trupe hardcore-punk și cântece populare.

## Lista pieselor
Primul disc
Aceste piese au fost înregistrate în septembrie-octombrie 1998 pentru albumul "Garage Inc.".
| Nr.             | Titlu                                                                                | Lungime |  |
| 1.              | „Free Speech for the Dumb” (Discharge 1982)                                          | 2:36    |  |
| 2.              | „It's Electric” (Diamond Head 1980)                                                  | 3:34    |  |
| 3.              | „Sabbra Cadabra” (Black Sabbath 1973)                                                | 6:20    |  |
| 4.              | „Turn the Page” (BoBob Seger 1973)                                                   | 6:06    |  |
| 5.              | „Die, Die My Darling” (Misfits 1984)                                                 | 2:29    |  |
| 6.              | „Loverman” (Nick Cave and the Bad Seeds 1994)                                        | 7:53    |  |
| 7.              | „Mercyful Fate” (Mercyful Fate 1982, 1983)                                           | 11:11   |  |
| 8.              | „Astronomy” (Blue Öyster Cult 1974)                                                  | 6:37    |  |
| 9.              | „Whiskey in the Jar” (Traditional (inspirat după versiunea lui Thin Lizzy din 1972)) | 5:05    |  |
| 10.             | „Tuesday's Gone” (Lynyrd Skynyrd 1973)                                               | 9:06    |  |
| 11.             | „The More I See” (Discharge 1984)                                                    | 4:49    |  |
| Lungime totală: | Lungime totală:                                                                      | 65:42   |  |

Al doilea disc
Aceste piese sunt o colecție de piese B de la Metallica, de unde au fost inspirați de-a lungul primilor ani ai trupei.
| Nr.             | Titlu                                 | Lungime |  |
| 1.              | „Am I Evil?” (Diamond Head 1980)      | 7:50    |  |
| 2.              | „Blitzkrieg” (Blitzkrieg 1981)        | 3:37    |  |
| 3.              | „Breadfan” (Budgie 1973)              | 5:41    |  |
| 4.              | „The Prince” (Diamond Head 1980)      | 4:26    |  |
| 5.              | „Stone Cold Crazy” (Queen 1974)       | 2:19    |  |
| 6.              | „So What” (Anti-Nowhere League 1981)  | 3:09    |  |
| 7.              | „Killing Time” (Sweet Savage 1981)    | 3:04    |  |
| 8.              | „Overkill” (Motörhead 1979)           | 4:05    |  |
| 9.              | „Damage Case” (Motörhead 1979)        | 3:40    |  |
| 10.             | „Stone Dead Forever” (Motörhead 1979) | 4:52    |  |
| 11.             | „Too Late Too Late” (Motörhead 1979)  | 3:12    |  |
| Lungime totală: | Lungime totală:                       | 70:51   |  |

## Personal
Metallica
- James Hetfield - voce, chitară ritmică, chitară la piesa "Whisky in the Jar"
- Kirk Hammett - chitară, chitară ritmată, vocale de susținere, chitară de diapozitive la piesa „Turn the Page”
- Lars Ulrich - tobe
- Jason Newsted - chitară bas, vocal
- Cliff Burton - chitară bas (pe „Am I Evil?” Și „Blitzkrieg”)

Muzicieni invitați la piesa „Tuesday’s Gone”
- Pepper Keenan - lider vocal
- Jerry Cantrell - chitară
- Sean Kinney - percuție suplimentară
- Jim Martin - chitară
- John Popper - armonica
- Gary Rossington - chitară suplimentară
- Les Claypool - banjo

Personal tehnic
- Bob Rock - producător
- James Hetfield - producător
- Lars Ulrich - producător
- Mike Clink - inginer
- Brian Dobbs - inginer
- Jeffrey Norman - inginer
- Csaba Petocz - inginer
- Randy Staub - inginer
- Toby Wright - inginer
- Leff Lefferts - asistent inginer
- Chris Manning - asistent inginer
- Kent Matcke - asistent inginer
- Mike Fraser - mixing
- Flemming Rasmussen - mixing
- Randy Staub - mixing
- George Marino - mastering, remasterizare
- Paul DeCarli - editare digitală
- Mike Gillies - editare digitală
- Andie Airfix - design
- Ross Halfin - design de copertă, fotografie
- Anton Corbijn - fotografie
- Mark Leialoha - fotografie
- David Fricke - note de linie